# Anne Braad
Anne Bønlykke Braad (født 23. maj 1947 i København, død 7. juli 2008 i København) var en dansk præst og samfundsdebattør.
Anne Braad blev student fra Falkonergårdens Gymnasium i 1966 og blev i første omgang uddannet cand.phil. i dansk fra Københavns Universitet i 1975. Hun underviste i en årrække i litteratur på universitetet, gymnasiet, hf-kurser og i Vestre Fængsel, men i 1983 blev hun uddannet cand.theol. fra Københavns Univeristet. Først fik hun et embede på Stevns i 1985, men fra 1987 var hun sognepræst i Sankt Stefans Kirke på Nørrebro. Kirken var åben dagligt fra 1991, bemandet af Braad personligt. 
Braad markerede sig som en flittig deltager i den offentlige debat, ligesom hendes tiltag i kirken også ofte vakte opsigt. Blandt andet lod hun imamen Fatih Alev få træffetid i kirken, hvor han afmystificerede islam. Hun lancerede også 'gudstjenester for begyndere', hvor kristendommen og liturgien blev forklaret for de nye kirkegængere. Engang holdt hun også 'Bjerringbro-aften', hvor en Grundfos-pumpe blev båret op ad gulvet som et moderne dåbsbarn. Kirken var fyldt, men den alternative gudstjeneste betød at Braad blev kaldt til orden af Københavns biskop Erik Norman Svendsen.
Anne Braad var medlem af Det Radikale Venstre.
Hun døde af kræft.